# Campeonato Mundial de Atletismo Júnior de 2014 - Lançamento de dardo feminino
A prova do lançamento de dardo feminino do Campeonato Mundial de Atletismo Júnior de 2014 ocorreu entre os  dias 22 e 24 de julho em Eugene, nos Estados Unidos. 

## Recordes
Antes desta competição, os recordes mundiais e do campeonato nesta prova eram os seguintes:
|     | Nome        | Nacionalidade | Distância | Local     | Data                |
| --- | ----------- | ------------- | --------- | --------- | ------------------- |
| WJR | Vira Rebryk | Ucrânia       | 63.01 m   | Bydgoszcz | 10 de julho de 2008 |
| CR  | Vira Rebryk | Ucrânia       | 63.01 m   | Bydgoszcz | 10 de julho de 2008 |

## Medalhistas
| Ouro                      | Prata             | Bronze           |
| Ekaterina Starygina (RUS) | Sofi Flinck (SWE) | Sara Kolak (CRO) |

## Cronograma
Todos os horários são locais (UTC-7).
| Data        | Hora  | Evento       |
| ----------- | ----- | ------------ |
| 22 de julho | 10:05 | Qualificação |
| 24 de julho | 19:30 | Final        |

## Resultados

### Qualificação
Qualificação: 53,00 m (Q) ou pelo menos melhor 12 qualificado (q) 
Grupo A
| Posição | Atleta                | Nacionalidade  | Tentativas | Tentativas | Tentativas | Resultados | Notas |
| Posição | Atleta                | Nacionalidade  | 1          | 2          | 3          | Resultados | Notas |
| ------- | --------------------- | -------------- | ---------- | ---------- | ---------- | ---------- | ----- |
| 1       | Maria Andrejczyk      | Polónia        | 56.23      |            |            | 56.23      | Q     |
| 2       | Sofi Flinck           | Suécia         | 56.04      |            |            | 56.04      | Q     |
| 3       | Tereza Vytlacilová    | Chéquia        | 41.93      | 49.81      | 53.06      | 53.06      | Q     |
| 4       | Marie-Therese Obst    | Noruega        | 51.52      | 50.14      | 52.59      | 52.59      | q     |
| 5       | Kiho Kuze             | Japão          | 49.00      | 51.55      | 46.00      | 51.55      |       |
| 6       | Viktoriya Ermakova    | Bielorrússia   | 49.72      | 48.72      | 50.36      | 50.36      |       |
| 7       | Merly Cabrera         | Colômbia       | 43.76      | x          | 50.19      | 50.19      |       |
| 8       | Réka Szilágyi         | Hungria        | 46.46      | 48.48      | 49.29      | 49.29      |       |
| 9       | Eda Tuğsuz            | Turquia        | 46.23      | 48.19      | 45.15      | 48.19      |       |
| 10      | Laura Melissa Paredes | Paraguai       | 39.94      | 47.50      | 46.08      | 47.50      |       |
| 11      | Rebekah Wales         | Estados Unidos | 46.99      | 45.66      | 46.74      | 46.99      |       |
| 12      | Katja Mihelič         | Eslovénia      | 40.43      | 46.25      | 46.26      | 46.26      |       |
| 13      | Mihaela Tacu          | Moldávia       | 45.12      | x          | 42.70      | 45.12      |       |
| 14      | Megan Wilke           | África do Sul  | 43.57      | x          | 37.29      | 43.57      |       |
| 15      | Margaux Nicollin      | França         | x          | x          | 43.17      | 43.17      |       |
| 16      | Chang Yiting          | China          | 35.29      | 40.40      | 39.36      | 40.40      |       |

Grupo B
| Posição | Atleta              | Nacionalidade  | Tentativas | Tentativas | Tentativas | Resultados | Notas |
| Posição | Atleta              | Nacionalidade  | 1          | 2          | 3          | Resultados | Notas |
| ------- | ------------------- | -------------- | ---------- | ---------- | ---------- | ---------- | ----- |
| 1       | Marcelina Witek     | Polónia        | 55.78      |            |            | 55.78      | Q     |
| 2       | Ekaterina Starygina | Rússia         | 54.80      |            |            | 54.80      | Q     |
| 3       | Christine Winkler   | Alemanha       | 48.18      | 53.06      |            | 53.06      | Q     |
| 4       | Simona Dobilaitė    | Lituânia       | 44.79      | 52.43      | x          | 52.43      | q     |
| 5       | Sara Kolak          | Croácia        | 51.06      | 51.88      | 50.47      | 51.88      | q     |
| 6       | Arantza Moreno      | Espanha        | 51.67      | 50.18      | 48.20      | 51.67      | q     |
| 7       | Edivania Araújo     | Brasil         | 51.64      | 51.11      | 49.63      | 51.64      | q     |
| 8       | Shiori Toma         | Japão          | 48.94      | 51.64      | 48.20      | 51.64      | q     |
| 9       | Megan Glasmann      | Estados Unidos | 49.68      | 47.82      | 45.20      | 49.68      |       |
| 10      | Sigrid Borge        | Noruega        | 44.37      | 45.66      | 49.42      | 49.42      |       |
| 11      | Zhang Hongmei       | China          | 48.32      | 48.06      | 49.29      | 49.29      |       |
| 12      | Angéla Moravcsik    | Hungria        | 48.29      | 46.95      | 46.11      | 48.29      |       |
| 13      | Anete Kociņa        | Letónia        | 46.04      | 47.17      | 47.86      | 47.86      |       |
| 14      | Lee Geumhee         | Coreia do Sul  | 46.32      | x          | x          | 46.32      |       |
| 14      | Esra Gaz            | Turquia        | 46.32      | x          | x          | 46.32      |       |
| 16      | Chang Chu           | Taipé Chinesa  | x          | 42.02      | 42.82      | 42.82      |       |

### Final
A prova final foi realizada no dia 24 de julho às 19:30. 
| Posição           | Atleta              | Nacionalidade | Tentativas | Tentativas | Tentativas | Tentativas | Tentativas | Tentativas | Resultados | Notas                |
| Posição           | Atleta              | Nacionalidade | 1          | 2          | 3          | 4          | 5          | 6          | Resultados | Notas                |
| ----------------- | ------------------- | ------------- | ---------- | ---------- | ---------- | ---------- | ---------- | ---------- | ---------- | -------------------- |
| Medalha de ouro   | Ekaterina Starygina | Rússia        | 54.62      | 55.98      | x          | x          | 55.00      | 56.85      | 56.85      | Recorde da temporada |
| Medalha de prata  | Sofi Flinck         | Suécia        | 55.29      | 52.10      | 54.88      | 47.45      | 54.38      | 56.70      | 56.70      |                      |
| Medalha de bronze | Sara Kolak          | Croácia       | 52.65      | 53.03      | 55.66      | x          | x          | 55.74      | 55.74      |                      |
| 4                 | Marcelina Witek     | Polónia       | 49.14      | 54.14      | 53.39      | 49.76      | 53.39      | 52.22      | 54.14      |                      |
| 5                 | Maria Andrejczyk    | Polónia       | 53.66      | 53.63      | 53.00      | 52.23      | 48.29      | 50.13      | 53.66      |                      |
| 6                 | Christine Winkler   | Alemanha      | x          | 53.53      | 49.54      | x          | x          | 51.81      | 53.53      |                      |
| 7                 | Marie-Therese Obst  | Noruega       | x          | 53.19      | x          | 52.09      | x          | x          | 53.19      |                      |
| 8                 | Arantza Moreno      | Espanha       | 49.82      | 52.08      | 49.61      | 46.20      | 51.76      | 50.67      | 52.08      |                      |
|                   |                     |               |            |            |            |            |            |            |            |                      |
| 9                 | Shiori Toma         | Japão         | 50.07      | 49.42      | 50.72      |            |            |            | 50.72      |                      |
| 10                | Edivania Araújo     | Brasil        | 49.84      | 46.78      | 47.53      |            |            |            | 49.84      |                      |
| 11                | Tereza Vytlacilová  | Chéquia       | 49.75      | 48.13      | x          |            |            |            | 49.75      |                      |
| 12                | Simona Dobilaitė    | Lituânia      | 44.62      | 43.72      | x          |            |            |            | 44.62      |                      |

Legenda
| Recorde mundial       | Recorde mundial (World record)               |                       | Recorde africano                      | Recorde africano (African) |                                           | Q | Classificado por posição (Qualified) |
| Recorde do campeonato | Recorde do campeonato (Championship record)  | Recorde da América    | Recorde da América (Americas)         | q                          | Classificado por melhor tempo (Qualified) |   |                                      |
| Melhor marca do ano   | Melhor marca do ano (World leading)          | Recorde asiático      | Recorde asiático (Asian)              | DNS                        | Não largou (Did not start)                |   |                                      |
| Recorde nacional      | Recorde nacional (National record)           | Recorde europeu       | Recorde europeu (European)            | DNF                        | Não terminou (Did not finish)             |   |                                      |
| Recorde pessoal       | Recorde pessoal do atleta (Personal best)    | Recorde da Oceania    | Recorde da Oceania (Oceania)          | DSQ / DQ                   | Desclassificado (Disqualified)            |   |                                      |
| Recorde da temporada  | Recorde da temporada do atleta (Season best) | Recorde sul-americano | Recorde sul-americano (South America) | NM                         | Sem marca (No mark)                       |   |                                      |